# Colby Sissons
Colby Sissons, född 15 januari 1998 i Edmonton, Alberta, är en kanadensisk ishockeyspelare som spelar för Djurgårdens IF i Hockeyallsvenskan.

## Klubbar
- Swift Current Broncos (2015–2018)
- Binghamton Devils (2018–2020)
- Adirondack Thunder (2019–2020)
- Florida Everblades (2020–2021)
- HC Vita Hästen (2021–2022)
- KalPa (2022–2024)
- HV71 (2024)
- Djurgårdens IF (2024 –)